# بنج (نبات)
البَنْج أو السَّكران أو بنج أسود واسمه العلمي (باللاتينية: Hyoscyamus) هو جنس نباتي عشبي يتبع الفصيلة الباذنجانية ويضم سبعة أنواع مقبولة وعدة عشرات لم يحسم أمرها بعد

## الموطن الأصلي
من المؤكد أن حوض البحر الأبيض المتوسط هو المنشأ الرئيسي لهذا الجنس من النباتات الطبية، لأن الأشرطة الساحلية المطلة عليه في جنوب أوروبا، والمغرب العربي، والمشرق العربي، غزيرة بأنواعه البرية. بالرغم من ذلك، ثبت وجوده في صحارى كل من مصر وليبيا في أفريقيا، وآسيا الصغرى وغرب البنجاب في آسيا، وإسبانيا واليونان في أوروبا. وأهم البلدان المنتجة والمصدرة لعشب نباتات البنج هي الهند وأفغانستان وباكستان ومصر.

## الوصف النباتي
النبات قوي النمو، يشغل مساحة قدرها 2 متر مربع، ويكاد نموه أن يكون أفقياً حيث نهاية أفرعه قد تتجه لأعلى ومغطاة بالأوبار الكثيفة. أوراقه كبيرة الحجم وبيضاوية الشكل ، حافتها ملساء إلا أنها تحمل من 2-5 أسنان ذات قمم مثلثة الشكل غير متساوية، لونها أخضر فضي لكثرة الزغب والأوبار. الأزهار لونها بنفسجي غامق.
نباتات جنس البنج إما حولية أو ثنائية الحول أو معمرة، إلا أنها متميزة بغزارة النمو وكثرة الفروع ويصل ارتفاعها إلى 70 سم أو أكثر. أوراقها غضة وبسيطة ومقسمة إلى فصوص غير متساوية الأحجام، وقممها مدببة، جالسة في الثلث العلوي بفروعها معنقة في الجزء القاعدي منها، معظم الورقة مغطاة بأوبار غزيرة ولون الأوراق أزرقٌ فضي. الأزهار ناقوسية الشكل كبيرة الحجم نوعاً ألوانها محدودة من الأصفر إلى الأرجواني، شكلها عنقودي راسيمية كبيرة الحجم. الثمار كبسولية المظهر بداخلها بذوراً كثيرة سوداء أو بنية اللون. أنواع هذا الجنس يمكن تمييزها بسهولة من حيث الشكل الظاهري والتركيب الكيميائي ولمحتوياتها الفعالة.

## من أنواعهالواطنةفيالوطن العربي
- البنج الأبيض (باللاتينية: Hyoscyamus album) في بلاد الشام ومصر والمغرب العربي ومعظم مناطق حوض البحر الأبيض المتوسط
- البنج الأسود أو الأوروبي (باللاتينية: Hyoscyamus niger) في بلاد الشام ومصر والمغرب العربي
- البنج الثوري (باللاتينية: Hyoscyamus boveanus) في مصر وبلاد الشام
- البنج الذهبي (باللاتينية: Hyoscyamus aureus) في بلاد الشام ومصر وقبرص وتركيا
- البنج السوري (باللاتينية: Hyoscyamus coelesyriacus) في بلاد الشام
- البنج الشبكي (باللاتينية: Hyoscyamus reticulatus) في بلاد الشام ومصر وتركيا وأرمينيا
- البنج الصحراوي (باللاتينية: Hyoscyamus desertorum) في بلاد الشام ومصر
- البنج الصغير (باللاتينية: Hyoscyamus pusillus) في بلاد الشام ومصر وتركيا والقوقاز وروسيا
- البنج المصري (باللاتينية: Hyoscyamus muticus) في بلاد الشام ومصر والمغرب العربي

## الصفات الكيميائية
أنواع البنج كثيرة، وقد تختلف في احتوائها على نوع المواد القلويدية وكميتها وعلى سبيل المثال، البنج المصري يحمل الهيوسين (باللاتينية: Hyoscine) والهيوسيامين (باللاتينية: Hyoscyanine) بينما الأسود والشبكي ينتج كل منهما القلويدين السابقين بجانب القلويد الأتروبين (باللاتينية: Atropine). وتدل النتائج من التحليل الكيميائي أن البنج المصري يحتوي على أعلى كمية من القلويدات السابقة عدا الأتروبين بالمقارنة بمثيله الشبكي والأسود.
| القلويدات     | المصري | الأسود | الهندي |
| ------------- | ------ | ------ | ------ |
| الـهيـوســين  | 0.06   | 0.04   | 0.03   |
| الـهيـوسـاين  | 0.10   | 0.08   | 0.05   |
| الأتروبــيــن | 0.00   | 0.03   | 0.01   |